# Jaume Costa
Jaume Vicent Costa Jordá (Valencia, 18 de março de 1988) é um futebolista profissional espanhol que atua como defensor. Atualmente está sem clube.

## Carreira
Jaume Costa foi revelado pelo Valencia CF onde atuou até 2010.

## Títulos
Villarreal
- Liga Europa: 2020–21